# Мератх (округ)
Ме́ратх (англ. Meerut) — округ в индийском штате Уттар-Прадеш. Административный центр — город Мератх. Площадь округа — 2522 км². По данным всеиндийской переписи 2001 года, население округа составляло 2 997 361 человек. Уровень грамотности взрослого населения составлял 64,79 %, что выше среднеиндийского уровня (59,5 %).